# Gambasca
Gambasca är en ort och kommun i provinsen Cuneo i regionen Piemonte i Italien. Kommunen hade 350 invånare (2018).